# Златибор Лончар
Златибор Лончар (Београд, 3. август 1971) српски је хирург и политичар. Тренутно је министар здравља Србије.

## Биографија
Рођен у Београду 1971. године. Основну и средњу школу завршио у Београду са одличним успехом. По завршетку средње школе уписао је Медицински факултет у Београду, који је завршио у школској 1996/97 години са просеком 8,05. Наредне године је завршио приправнички стаж у Клиничком центру Србије. По полагању приправничког испита, за област специјализације на матичном факултету је одабрао општу хирургију и положио је специјалистички испит 2003. године. Током студија, али и по завршетку истих, учествовао је у изради више научно-истраживачких радова као аутор и коаутор.
Усавршавао се у иностранству. Завршио је специјалистички курс из хепатобилијарне хирургије 2001. године у болници Хамершмит, у Лондону. Након пет година се додатно усавршавао у истој болници. Године 2011. завршио је курс из трансплантационе хирургије јетре у Кингс колеџу у Лондону.
Био је начелник интензивне неге на одељењу Хирургије И, Клинике за хирургију Ургентног центра, Клиничког центра Србије од 2010. године. Две године касније постао је директор Ургентног центра Клиничког центра Србије и помоћник директора Клиничког центра Србије за медицинска питања. године 2013. именован је за начелника Одељења за трансплантацију.
Постављен је на позицију министра здравља Републике Србије 27. априла 2014. године као нестраначка личност.

## Оптужбе за криминалне везе
Према сведочењима неколико чланова Земунског клана, Лончар је имао блиске односе са вођом криминалне групе Душаном Спасојевићем.
Према наводима "Мреже за истраживање криминала и корупције", Лончар 2002. године закључује уговор о куповини стана са супругом озлоглашеног криминалца, припадника земунског клана, Сретка Калинића. Уговор је потписан свега десет дана након смрти црногорског мафијаша за чије убиство сведоци сарадници оптужују Лончара. Према исказу сведока сарадника Дејана Миленковића Багзија (који је био важан члан Земунског клана) 2004. године, у Специјалном суду за организовани криминал у Србији на суђењу за убиство Зорана Ђинђића 5. септембра 2003. године, Клан из Раковице поред Београда покушао је да елиминише црногорског криминалца Веселина Божовића Веска, али је преживио атентат и пребачен у Клинички центар Србије у којем је тада радио Лончар. Према речима Миленковића, шефа криминалне групе Душана Спасојевића, који је такође имао интересовање да Божовић премине, затражио је од једног од његових инсајдерних лекара Рисовића да га заврши у болници, али је имао друге замисли. Касније је, наводно, још један Спасојевићев инсајдер доктор Лончар признао Спасојевићу да му је давао смртоносну инјекцију, а Божовић је умро убрзо након 7. септембра 2002. године. За награду, Спасојевић је Лончару дао апартман на Новом Београду. Званично, десет дана након Божовићеве смрти, Лончар је купио стан од супруге убице Земунског клана Сретка Калинића за 30.000 евра да би га само поново продао неколико месецима касније. Миладин Сувајџић, још један сведок сарадник и бивши важан члан Земунског клана, у свом исказу из 2006. године потврдио је Миленковићеву причу; једна од главних улога Сувајџића била је куповина некретнина и возила из разних разлога. У вријеме свједочења, Лончар је одбацио ове наводе и никада није био кривично гоњен.
Осуђени члан Земунског клана, Миломир Каличанин сведочио је 2005. године да многи полицајци, фудбалери и доктори Лончар и Рисовић често долазе у седиште Земун клана.
Српски премијер Александар Вучић је подржао министра рекавши да му је Лончар рекао: 'фотографија је снимљена након што је сам завршио операцију на Спасојевићевом оцу и касније га позвао у оближњи кафић да му захвали.' Велимир Илић је одговорио да студенти специјализације не могу радити операције.
Према истраживању које је спровео КРИК, садашњи министар здравља Златибор Лончар као млад доктор издавао је Петру Панићу Пани, криминалцу блиском земунском клану, лекарске налазе који су му помогли да одлаже суђења. Извештаји које је Лончар написао, по свему судећи, нису приказивали стварно Панићево здравствено стање. Након бројних одлагања, један од поступака против Панића је застарео.
Нове информације о везама Лончара са криминалним групама изнео је и бивши начелник криминалистичке полиције Родољуб Миловић. Он је у интервјуу за портал КРИК и недељник НИН испричао да је Лончар вршио притисак на сведока сарадника Зорана Вукојевића Вука да не сведочи против Земунског клана и да „промени страну“. У интервјуу пензионисани начелник је открио и везе министра Лончара са кланом Дарка Шарића, односно да је Лончарева супруга Весна Лончар уговарала састанак између једног од вођа Шарићеве групе и истражних органа. Шарићевог сарадника, како је испричао Миловић, на тај састанак довезао је Лончарев кум и припадник Безбедносно-информативне агенције Миодраг Стојановић.

## Породични живот
Ожењен је са Весном Лончар са којом има кћерку.
Његова жена Весна је адвокат, а такође је председник Надзорног одбора Поште Србије. Она је заступала многе српске криминалце и сумњиве особе блиске српском политичком руководству, међу којима су и нарко-дилер Дарко Шарић, његови блиски сарадници, Сретен Јоцић, Предраг Мали, брат бившег градоначелника Београда и садашњег министра финансија Синиша Мали, па чак и блиски чланови председника Србије Александара Вучића — брата Андреја Вучића и кума који је генерални директор Електромрежа Србије — Никола Петровић.